# Geunteng (Glumpang Baro)
Geunteng is een bestuurslaag in het regentschap Pidie van de provincie Atjeh, Indonesië. Geunteng telt 256 inwoners (volkstelling 2010).